# Hugo V de Maine
Hugo V fue el conde de Maine desde 1069 hasta 1072.

## Vida
Era el hijo de Azzo d'Este y Gersendis (una hermana del conde Hugo IV). En 1070, los ciudadanos de Le Mans y algunos de los barones de la ciudad se rebelaron contra el control normando. Después de asegurar la frontera meridional de Normandía y expulsar a los normandos, invitaron al joven Hugo V a gobernarlos como conde de Maine. Pronto se dieron cuenta, sin embargo, de que era incapaz de gobernar Maine y comenzaron a detestarlo. Orderic Vitalis dijo de él que "era, verdaderamente, un imbécil, un cobarde, y un perezoso, y totalmente inadecuado para sostener las riendas del gobierno en un nivel tan alto." Después de desempeñar el condado durante breve tiempo, su primo Elías convenció a Hugo para que le vendiera a él el condado, lo que así hizo.

## Familia
En 1077 Hugo se casó con Gersent, amante de Godofredo de Mayenne  Era hija de Roberto Guiscardo, pero después de descubrir que tampoco podía tratar con ella, la repudió. Pronto fue excomulgado por el papa Urbano II y murió sin descendencia.